# Kneževina Jersika
Kneževina Jersika (latinsko Gerzika, terra Lettia, nemško Gerzika, Zargrad, rusko Герсикское княжество, Ерсикское княжество, romanizirano Gersikskoje knjažestvo, Jersikskoje knjažestvo) je bila srednjeveška latgalska kneževina na vzhodu današnje Latvije in ena največjih srednjeveških držav v Latviji pred severnimi križarskimi vojnami. Glavno mesto Jersike je bilo gradišče 165 kilometrov jugovzhodno od Rige. V dokumentih iz 13. stoletja se je zahodni del kneževine imenoval Lettia, vzhodni del pa rusko Lotigola. 

## Ozemlje
Ozemlje Jersike je obsegalo velik del današnje Latgalije in Vidzemeja. Na severu je mejila  na Talavo in Atzele, na vzhodu na Polocko kneževino, na jugu na Litvo in Selonijo in na zahodu na Koknese in Livonsko Dvino. Po Arvedsu Švābeju je imela kneževina pet pokrajin, od katerih je leta 1209 izgubila dve, imenovani Autine in Cesvaine. 

### Glavno mesto
Glavno mesto kneževine je bilo gradišče v sedanji občini Līvāni, na desnem bregu Zahodne Dvine med dvema majhnima rekama z globokima soteskama. Gradišče je zdaj 18 metrov nad strugo Zahodne Dvine in na severni strani utrjeno z 2 m visokim nasipom. Dolgo je bilo 100 m in široko 75 m. 

## Zgodovina
Domneva se, da je Kneževina Jersika nastala leta 1041, ko je norveški kralj Ejmund, po nordijski sagi Eymundar þáttr hrings, postal knez Polocke kneževine in razširil njen vpliv v porečje Zahodne Dvine. Bolj zanesljiv je podatek, da je bila kneževina ustanovljena v 12. stoletju na stari trgovski poti od Varjagov do Grkov. V Henrikovi kroniki Livonije se kneževina in njen vladar Visvaldis prvič omenjata leta 1203 v povezavi z njegovim in litovskim napadom na novo ustanovljeno mesto Rigo. 
Leta 1209 je bil Visvaldis poražen od riškega škofa Alberta in Livonskih bratov meča, njegova litovska žena pa je bila ujeta. Visvaldis je bil prisiljen podrediti svojo kneževino Albertu kot darilo Riški škofiji. Pokrajine Jersika, Mākoņkalns in Naujiene je dobil nazaj kot fevd, pokrajini Autīne in Cesvaine pa je izgubil. Visvaldisova fevdalna listina je najstarejši tovrstni dokument, ki se je ohranil v Latviji. V tem dokumentu je Visvaldis imenovan "kralj Jersike" (latinsko Vissewalde, rex de Gercike). Tako se imenuje tudi v nekem drugem dokumentu:  Wiscewolodus rex de Berzika.
Leta 1211 je bil del Jersike, kjer je vladal  Albert in je bil znan kot "Lettia" (latinsko terra, quae Lettia dicitur), razdeljen med riško škofijo in Livonske brate meča. Leta 1212 se je Polocka kneževina odpovedala svojim davnim pravicam do Jersike v korist škofa Alberta. Leta 1214 so Nemci napadli gradišče Jersika in ga izropali. Baltsko-nemška družina Uexküll je kasneje trdila, da se je Konrad Uexküll poročil z Visvaldisovo hčerko. 
Po Visvaldisovi smrti leta 1239 je njegov fevd prešel v roke Livonskega reda. Vladarja Velike litovske kneževine in Novgorodske republike sta večkrat poskušala osvojiti Visvaldisovo ozemlje. Ruske kronike iz Novgoroda in Pskova so regijo pogosto imenovale Lotigola.
Novgorodska prva kronika omenja, da so Nemci po bitki na ledu leta 1242 zapustili prej osvojena ozemlja Voda, Luge, Pskova in Lotigole (Latgale).